# بریژیت بورژس
بریژیت بورژس (فرانسوی: Brigitte Borghese‎؛ ‏ ۲ ژانویهٔ ۱۹۵۱ – ۶ فوریهٔ ۲۰۱۲) بازیگر مراکشی‌تبار اهل فرانسه بود.
از فیلم‌هایی که وی در آنها نقش داشته‌است، می‌توان به بانو اشاره کرد.